# Зильберман, Юрий Яковлевич
…В последнем бою Алексей погиб. Автоматная очередь прошила его грудь наискосок. Трубку он завещал мне, и сейчас, сидя за письмом, я курю её.
Юрий Яковлевич Зильберман (псевдонимы Юрий Зимин, П. Вероникин, Юрий Зиль, Антон Цибуля; 1917, Кривой Рог, Херсонский уезд — 2 марта 1944, Аувере, Ида-Вирумаа) — русский советский поэт, журналист, фронтовой корреспондент.

## Биография
Родился в 1917 году в местечке Кривой Рог Херсонского уезда Херсонской губернии.
Окончил школу фабрично-заводского обучения, работал на заводе. С 1929 года жил в Москве. В 1937 году окончил 1-й курс Литературного института имени А. М. Горького.
Участник Великой Отечественной войны с августа 1941 года, призван Советским районным военкоматом Москвы, младший лейтенант, затем лейтенант. С начала войны находился на Ленинградском фронте, служил литературным сотрудником в редакции газеты «Ворошиловский залп» 125-й стрелковой дивизии, на страницах газеты печатались стихи и очерки под разными псевдонимами. Выезжал на фронт в составе агитбригад, работал на ленинградском радио. 
Погиб в бою 2 марта 1944 года возле станции Аувере в районе города Нарва (Эстонская ССР). Был похоронен в деревне Долгая Нива Нарвского района, перезахоронен в братской могиле на северной окраине города Сланцы.

### Семья
Старший брат Ефим жил и работал в Москве, дочь Вера, супруга Кислина Павлина Алексеевна.

## Творчество
Публиковал стихи, очерки и корреспонденцию в газетах (в частности «Ворошиловский залп») под псевдонимами Юрий Зимин, П. Вероникин, Юрий Зиль, Антон Цибуля.
Письма военных лет печатались в сборниках «Сохрани мои письма…» (2007) и «Я пока жив…» (2010).

## Награды
- Медаль «За оборону Ленинграда» (9 июня 1943);
- Медаль «За боевые заслуги» (23 ноября 1943);
- Орден Красной Звезды (18 февраля 1944).